# آيت احمامة (إيتزر)
آيت احمامة هي إحدى مشيخات المملكة المغربية، تتبع جغرافيا لإقليم ميدلت وإداريًا لإيتزر. يقدر عدد سكانها بـ 1937 نسمة حسب الإحصاء الرسمي للسكان والسكنى لسنة 2004.